# Mooresville (North Carolina)
Mooresville ist eine Kleinstadt (Town) im Iredell County, North Carolina in den Vereinigten Staaten. Der Ort am Nordostufer des Lake Norman liegt etwa 40 Kilometer nördlich von Charlotte. Das U.S. Census Bureau hat bei der Volkszählung 2020 eine Einwohnerzahl von 50.193 ermittelt.

## Geschichte
Mitte des 18. Jahrhunderts siedelten sich in Mooresville überwiegend Briten, Iren und Deutsche an und begannen, Baumwolle zu pflanzen. 1856 wurde der Ort durch die Eisenbahn erschlossen. Auf Initiative des Farmers John Franklin Moore entstand 1873 die Kleinstadt, die seitdem seinen Namen trägt.

## Wirtschaft
In Mooresville befindet sich neben dem NASCAR Technical Institute der Mooresville Dragway und etliche Rennställe und Werkstätten.
Zudem hat der Einzelhändler Lowe’s, der zu den 100 größten Firmen der USA gehört, hier seinen Sitz.

## Partnerstadt
Seit 2002 ist  Hockenheim Partnerstadt von Mooresville.

## Persönlichkeiten
- Greg Biffle (* 1969), Rennfahrer
- Jeffrey Earnhardt (* 1989), Rennfahrer
- Rob Moroso (1968–1990), Rennfahrer
- Melissa Morrison-Howard (* 1971), Leichtathletin
- David Reutimann (* 1970), Rennfahrer
- Julia Scoles (* 1997), Beachvolleyballspielerin
- Regan Smith (* 1983), Rennfahrer
- Günther Steiner (* 1965), italienischer Renningenieur
- J. R. Sweezy (* 1989), Footballspieler
- Reggie White (1961–2004), Footballspieler